# Eduardo Pisano
Eduardo López Pisano (Torrelavega, Cantabria, 2 de mayo de 1912-París, Francia, 18 de abril de 1986) fue un pintor español afincado en Francia.

## Biografía
Pisano se formó en la Escuela de Artes y Oficios de Torrelavega, siendo compañero de Hermilio Alcalde del Río, y en 1930 se trasladó a Madrid para estudiar artes gráficas. La guerra civil española le sorprendió mientras realizaba el servicio militar y tras la victoria de los sublevados en la Ofensiva de Cataluña, se refugió en el sur de Francia; con la llegada de los alemanes a Francia estuvo trabajando en la construcción del muro atlántico y tras la liberación de Francia, se estableció en 1945 en Montparnasse. Pisano fue miembro de la Escuela de París. 
De 1945 a 1947 vive en Arcachon, trabaja en una empresa de la madera , y pinta fuera de la jornada de trabajo exponiendo con otros pintores exilados. Ya en París en 1947 llega al barrio de Montparnasse y acude a las tertulias del café Select presentado por Óscar Domínguez donde frecuentan, Pedro Flores, Colmeiro, Gines Parra, Joaquín Peinado, etc. Siempre tuvo las puertas abiertas y a él acudieron cántabros que iban a exponer en París como Antonio Quirós, Enrique Gran, Ángel Medina, Gloria Torner y Luci de Lahera. En 1952 regresó a Torrelavega al entierro de su madre. En 1959 realiza su primera exposición después de la guerra civil en Santander (Galería Dintel).
A partir de la década de los 70 regresó a Torrelavega con frecuencia y en 1978 impulsó la creación de la Escuela Municipal de Arte Eduardo López Pisano. En 1985 en Torrelavega acudía Pisano a la cafetería Sago, cuyo propietario también pintor José Antonio Gómez Fernández (Barcenaciones 1938) inicia las tertulias para los artistas de la zona, a la que acude también otro pintor paisajista amigo desde los años 20 Balbino Pascual , fallecido Pisano al año siguiente, se siguió la costumbre de reunirse en la cafetería de la Plaza Mayor y en 1991 se constituyen, siguiendo la idea del maestro Pisano en una asociación cultural llamada Tertulia Sago cuyo primer presidente fue el también pintor Aurelio Bonilla Carmona (Vélez-Málaga 1935), hoy la más importante de la región.
En 2018 se crea y en mayo se inaugura la Colección Museística permanente de Eduardo Pisano con la donación de 50 obras por la familia Licoys de París sita en la tercera planta de la Casa de Cultura de Torrelavega, presidieron El Consejero de Cultura del Gobierno de Cantabria, el Alcalde de Torrelavega y Eric Licoys por la familia donante. Se editó un libro de la colección museística y biográfico de Pisano con 140 páginas y con textos de Andre y Eric Licoys y Juan Manuel Bonet.

## Obra
Es el suyo un expresionismo recio, construido con un gran recreo de las formas y del color, que da como resultado esta personalísima visión un tanto barroca del mundo pisaniano. (Julio Poó San Román)
Su obra esta marcada con la nostalgia de lo español, con influencia de Goya y Solana, y su temática fue el folklore con la tauromaquia en sus diversos tercios, toreros, manolas, bailes, flores las flores de la familia (horticultores); la religiosidad, con sus vírgenes, cristos y procesiones; los trabajos, con los campesinos, pescadores, labradores, no faltando el circo sobre todo los clown. Las mujeres ocuparon un sitio preferencial en su obra. Sus negros y rojos resaltan en su obra, amarillos y azules.

## Exposiciones individuales (selección)
- 1933.- Biblioteca Popular. Torrelavega
- 1946.- Individual en Bordeaux
- 1948.- Lyceum Duimaine-Perez, Paris
- 1948.- Galerie de Arts y Lettres. Paris
- 1946 a 1958 Diversas exposiciones en Arcachón, Biarritz, Bayonne, Toulouse, Marseille.
- 1959.- Galería Dintel. Santander
- 1964.- Galerie de atelier Vidal, Paris
- 1966.- Beverly-Hills. Los Angeles
- 1969.- Galería Sur. Santander
- 1972.- Galería Prima. Paris
- 1974.- Retrospectiva Pisano. Museé Bibliotheque, Saint Cloud
- 1976.- Pisano. Un pintor español en la Escuela de Paris. Sala Nonell.Barcelona
- 1978.- Sala de arte Espi. Torrelavega
- 1982.- Museo Municipal de BB.AA. de Santander
- 1986.- Exposición antológica. Caja Cantabria. Torrelavega
- 1988.- Museo San Eloy. Salamanca
- 1988.- Museo Municipal de BB. AA. de Santander
- 1996.- Galería de arte Cervantes. Santander
- 2000.- Retrospectiva Pisano. Sala Mauro Muriedas. Torrelavega
- 2003.- Homenaje a Pisano. Galería Carmen Carrión. Santander
- 2004.- Eduardo Pisano, Invite d'honneur du Van Gogh.Art Festival, Arlés.
- 2011.- Eduardo Pisano 1912-1986, Chateau de Simiane, Valreas
- 2012.- Centenario. Cláustro del Parlamento de Cantabria. Santander
- 2012.- Centenario. Sala Municipal Mauro Muriedas. Torrelavega
- 2012.- Centenario. Centro Nacional de Fotografía "Manuel Rotella". Torrelavega
- 2013.- Centenario. Museé du Montparnasse. Homenaje a Pisano. Paris.
- 2015.- Exposition 50 tableaux Eduardo Pisano (1912-1986) Chapelle du Collège des Jésuites, La ville d’Eu.
- 2015.- Exposición individual en Espacio Garcilaso de Torrelavega.
- 2016.- Tierras de exilios, Galerie Terres d'ecritures, Grignan
- 2016.- Obras sobre papel, Galerie Monna Lisa, Paris

. 2019.-  Colección Santander. Espacio Fraile & Blanco. Santander
Referencias en la bibliografía expuesta.

## Museos y colecciones
- Museé du BB.AA de Burdeaux
- Museé Bibliotheque, Saint Cloud
- Museé Mas Carbasse en Saint Esteve
- Museé du Montparnasse. Paris
- Museé Goya, Castres
- Museo del Quijote. Guanajuato. México
- Museo de BB.AA. de Santander,
- Museo Diocesano en Santillana del Mar
- Instituto Cervantes de París
- Gobierno de Cantabria
- Parlamento de Cantabria
- Ayuntamiento de Torrelavega
- Colección Círculo de Recreo de Torrelavega
- Colección Caja Cantabria